# 岡西明貞
岡西 明貞（おかにし あきさだ、1913年（大正2年）9月19日 - 2003年（平成15年）7月16日）は、昭和期のジャーナリスト、政治家。衆議院議員（2期）。

## 経歴
長崎県西彼杵郡、現在の時津町出身。1939年（昭和14年）明治大学商学部を卒業した。
福岡日日新聞記者となる。長崎県物価統制協力会議事務局長、長崎県価格査定委員会事務局長、長崎民友新聞社取締役などを務めた。
1948年（昭和23年）11月に実施された、今村等の公職追放、本田英作の死去に伴う第23回総選挙の長崎県第1区補欠選挙に民主自由党公認で出馬して初当選。1949年（昭和24年）1月の第24回総選挙で再選され、衆議院議員に連続2期在任した。この間、民主自由党幹事などを務めた。以後、第29回総選挙まで連続5回立候補したがいずれも落選した。
1988年（昭和63年）秋の叙勲で勲四等旭日小綬章受章。